# Harvey-Rotducker
Der Harvey-Rotducker (Cephalophorus harveyi, früher Cephalophus harveyi) ist ein Paarhufer in der Gattungsgruppe der Ducker innerhalb der Familie der Hornträger. Äußerlich charakteristisch sind die rotbraune Rückenfärbung, eine schwarze Gesichtszeichnung, die sich bis auf den Nacken zieht, und dunkelgrau gefärbte Beine. Die Art kommt im östlichen Afrika von Äthiopien bis Malawi vor, ihr Verbreitungsgebiet dort ist aber stark zersplittet. Als Lebensraum dienen verschiedene Waldlandschaften der tieferen und mittleren Gebirgslagen bis etwa 2400 m Höhe. Die Lebensweise des Harvey-Rotduckers ist nur wenig erforscht. Die Tiere leben einzelgängerisch und sind tag- bis dämmerungsaktiv. Ihre Hauptnahrung besteht aus weicher Pflanzenkost. Die wissenschaftliche Erstbeschreibung erfolgte im Jahr 1893. Längere Zeit galt der Harvey-Rorducker als Unterart des Natal-Rotduckers, nach mehreren taxonomischen Studien ist er seit Anfang des 21. Jahrhunderts als Art anerkannt. Der Bestand wird gegenwärtig als nicht bedroht eingestuft.

## Merkmale

### Habitus
Der Harvey-Rotducker ist ein mittelgroßer Vertreter der Ducker, er übertrifft den nahe verwandten Natal-Rotducker (Cephalophorus natalensis) ein wenig an Größe. Seine Kopf-Rumpf-Länge variiert von 85 bis 95 cm, hinzu kommt ein 8 bis 11 cm langer Schwanz, die Schulterhöhe liegt bei von 38,5 bis 47 cm. Das Gewicht beträgt 9 bis 14 kg. Ein Geschlechtsdimorphismus ist kaum ausgeprägt, Weibchen sind aber durchschnittlich etwas größer als Männchen. Das Rückenfell zeichnet sich durch eine intensive rot- bis kastanienbraune Färbung aus, während die Unterseite heller ist. Generell sind die Tiere heller gefärbt als der Natal-Rotducker. Die Rückenmitte kann etwas dunkler sein, ein charakteristischer Mittelstreifen (Aalstrich) ist allerdings nicht ausgebildet. An den Beinen überwiegen dunkelgraue oder bräunlich schwarze Tönungen, es besteht aber eine starke Variation im Bezug auf die dunkle Schattierung innerhalb der Art oder gar einzelner Populationen. Auf der Stirnmittellinie verläuft ein dunkler Streifen von der Nase an aufwärts, er verbreitert sich hinter den Augen, sodass die Stirn schwarz erscheint. Der markante Haarschopf auf dem Scheitel ist mittig ebenfalls schwarz und an den Rändern rötlich, er wirkt dadurch dunkler als beim Natal-Rotducker. Der Streifen setzt sich am Nacken fort, vor allem bei Individuen aus dem südlichen Teil des Verbreitungsgebietes etwa von den Udzungwa-Bergen im südlichen Tansania, reicht er bis zu den Schultern. Das Merkmal variiert hier jedoch auch innerhalb einzelner Gruppen. Tiere vom Mount Kenya hingegen sind durchgängiger rötlichbraun gefärbt. Das Gesicht zeigt sich überwiegend rötlich gefärbt, die Unterlippe und das Kinn haben eine schwärzliche Tönung, der restliche Unterkiefer ist weiß. Die Ohren können weiße Ränder und schwarze Spitzen aufweisen. Vor den Augen heben sich die Voraugendrüsen durch markante Schwellungen und einen schwarzen Streifen hervor. Die Hörner der Männchen sind mit einer Länge von 6 bis 9 cm größer als bei den Weibchen, das längste bekannte Horn maß 12,7 cm. Die Basen weisen deutliche Ringe auf. Allgemein sind die Hornbasen sehr breit, die Gesamtlänge der Hörner übertrifft den Umfang an der Basis um etwa das Zweieinhalbfache. Die Hörner weisen typisch für Ducker nach hinten.

### Schädel- und Gebissmerkmale
Die Schädellänge variiert von 16,2 bis 18,4 cm. Im Vergleich zum Schwarzstirnducker (Cephalophorus nigrifrons) ist die Stirn etwas stärker aufgewölbt und das Rostrum kürzer, konisch geformt sowie breiter. Das Gebiss besteht aus insgesamt 32 Zähnen, die Zahnformel lautet folgendermaßen: {\displaystyle {\frac {0.0.3.3}{3.1.3.3}}}.

## Verbreitung

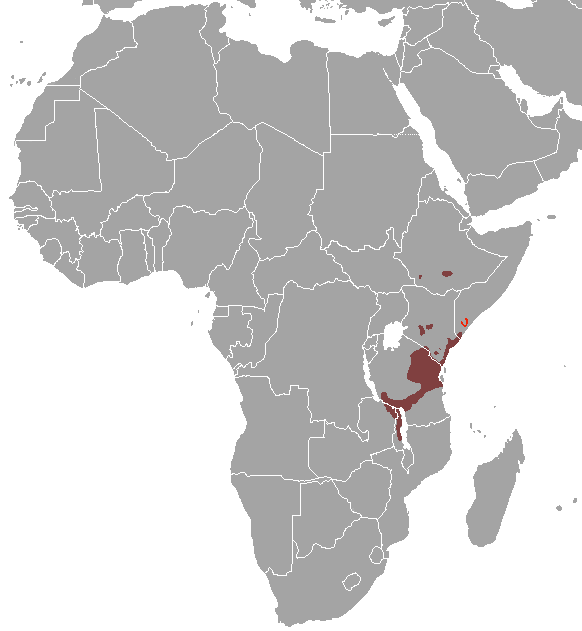
Das Verbreitungsgebiet des Harvey-Rotduckers

Das Verbreitungsgebiet des Harvey-Rotduckers liegt im Osten Afrikas und ist stark zersplittert. Es reicht von Äthiopien über Somalia, Kenia und Tansania bis Sambia und Malawi. Die stark isolierte Population aus Äthiopien wurde 1986 erstmals im Waldgebiet von Harenna im Bale-Mountains-Nationalpark entdeckt. Als Lebensraum der Art dienen verschiedene Wälder mit dichter Untervegetation, darunter Küstenwälder, Galeriewälder und Bergwälder. In Gebirgen wie in den Udzungwa-Bergen reicht die Höhenverbreitung von den Miombo-Wäldern bei 400 m, über die von Commiphora-Pflanzen dominierten Buschländer in 1400 m bis zu den gemischten Bergwäldern mit Bambusdickicht in 2200 m. Teilweise tritt der Harvey-Rotducker am Mount Luhomero in 2400 m Höhe auf. Weitere bedeutende Vorkommen finden sich im Uluguru-Gebirge, ebenfalls in Tansania oder in den Küstenwäldern von Arabuko Sokoke und Boni-Dodori im östlichen Kenia. Die Populationsdichte variiert je nach Habitat. In den Udzungwa-Bergen im südlichen Tansania beträgt sie Untersuchungen zufolge zwischen 2,1 und 13,3 Individuen je Quadratkilometer. Die höchste Bestandsdichte wird dabei in ungestörten, teils laubwerfenden Wäldern mit hohem Grundwasserstand in 300 bis 500 m Höhe erreicht. Sie geht in gestörten Wäldern oder bei Jagddruck stark zurück. Die Tiere bevorzugen vor allem Landschaften mit einer hohen Vielfalt an dünnstämmigen Bäumen (rund 5 cm und weniger) und geringer Einsehbarkeit.

## Lebensweise

### Territorialverhalten
Der Harvey-Rotducker ist dämmerungs- und tagaktiv. Im Boni-Dodori-Waldgebiet wurden Aktivitätszeiten vorwiegend morgens zwischen 06:00 und 09:00 Uhr und abends zwischen 15:00 und 18:00 Uhr festgestellt. Dem gegenüber waren 71 % der beobachteten Tiere in den Udzungwa-Bergen zwischen 07:00 und 18:00 Uhr aktiv, 29 % wiederum jeweils in der Stunde davor und danach (06:00 bis 07:00 und 18:00 bis 19:00 Uhr). In den heißen Mittagsstunden geht die Aktivität zurück. Die Tiere leben in der Regel einzelgängerisch, ein singuläres Paar wurde im Nguru-Wald im nordöstlichen Tansania zusammen fressend beobachtet, wobei ein dumpfes Röhren zur Kommunikation diente. Nach Beobachtungen in den Udzungwa-Bergen umfassen weniger als 10 % aller Sichtungen Paare. Bei Störungen stößt der Harvey-Rotducker ein schrilles Pfeifen aus. Es wird vermutet, dass es sich hierbei um einen Warnruf an Artgenossen handelt.

### Ernährung
Die Hauptnahrung des Harvey-Rotduckers besteht aus weichen Pflanzenteilen von Zweikeimblättrigen. Die Mageninhalte von drei Individuen vom Mount Kenya und von Aberdare enthielten zu 89 bis 96 % Blätter von Buschvegetation. Der weitere Rest entfiel auf Blüten, Äste und Früchte. Krautige Pflanzen und Gräser spielten kaum eine Rolle. Als prinzipielle Nahrungsressourcen dienen hauptsächlich Blätter und Früchte von Ebenholzbäumen, von Steineiben, sowie der Gattungen Olinia, Kiggelaria, Acokanthera, Warburgia, Parinari, Uapaca und Solanum, letztere teilweise in großen Mengen. Außerdem werden auch Knospen der Zuckerbüsche verzehrt. Die prinzipielle Ernährung von weicher Pflanzenkost (browsing) konnte auch durch Isotopenuntersuchungen bestätigt werden. Die Bevorzugung von zweikeimblättrigen Pflanzen führt zu einer hohen Produktion an flüchtigen Fettsäuren im Pansen. Zur Absorption der Fettsäuren ist die Schleimhaut im Pansen dicht mit Papillen durchsetzt, außerdem sind die stäbchenförmigen Pansenzotten sehr klein, beides erhöht die Durchlaufzeit im Magen-Darm-Trakt. Demgegenüber steht der insgesamt sehr voluminöse Pansen, was eigentlich eher typisch ist für grasfressende Antilopen.
Häufig sieht man die Tiere auf Freiflächen in unmittelbarer Waldnähe fressen. Um Flechten in Bäumen zu erreichen, richten sich einzelne Individuen auf den Hinterbeinen auf. Bemerkenswert ist eine deutliche Assoziation mit den baumbewohnenden Schwarzweißen Stummelaffen und den teils bodenlebenden Sanje-Mangaben. Den letztgenannten Affen folgt der Harvey-Rotducker auch und mitunter pflegen diese auch sein Fell. Neben einem erleichterten Nahrungserwerb beispielsweise durch zurückgelassene Früchte seitens der Sanje-Mangaben könnte dieses Verhalten auch mit einer effektiveren Vermeidung von Begegnungen mit Beutegreifern zusammenhängen.

### Fortpflanzung
Die Fortpflanzung des Harvey-Rotduckers ist kaum untersucht, anhand von Beobachtungen aus Malawi unterliegt sie keiner festen Jahreszeit Jungtiere wurden bisher im Februar, März, August und Dezember gesichtet. Wahrscheinlich gleicht das Reproduktionsverhalten dem des Natal-Rotduckers.

### Fressfeinde und Parasiten
Zu den bekannten Fressfeinden gehören der Leopard und der Kronenadler. Innere Parasiten sind mit Bandwürmern der Gattungen Moniezia und Cysticerus sowie mit Fadenwürmern der Gattung Setaria belegt. Außerdem konnten Protisten wie Entodinium nachgewiesen werden.

## Systematik
Der Harvey-Rotducker ist eine Art aus der Gattung Cephalophorus und der Familie der Hornträger (Bovidae). Innerhalb der Hornträger wird Cephalophorus zur Tribus der Ducker (Cephalophini) gestellt, zu der zusätzlich noch fünf weitere Gattungen gehören. Die Ducker umfassen zumeist kleinere bis mittelgroße, kompakt gebaute Vertreter der Hornträger, die endemisch in Afrika vorkommen. Mit Ausnahme von Sylvicapra, welche an die offenen Savannenlandschaften angepasst ist, stellen die anderen Vertreter überwiegend Bewohner geschlossener Waldlandschaften dar.
Ursprünglich stand der Harvey-Rotducker innerhalb der Gattung Cephalophus, die überwiegend im 19. und 20. Jahrhundert ein „Auffangbecken“ für die meisten kleinen Duckerarten bildete. Sie erwuchs daher zu einer recht artenreichen Gruppe. Nach molekulargenetischen Studien aus dem Jahr 2001 ließen sich dann innerhalb der Gattung drei Entwicklungslinien unterscheiden. Eine davon setzte sich aus den Riesenduckern um den Jentink-Ducker und den Schwarzrückenducker zusammen. Die beiden anderen wurden durch die westafrikanischen Rotducker wie den Petersducker oder den Ogilby-Ducker und die ostafrikanischen Rotducker repräsentiert, etwa den Natal-Rotducker und den Schwarzstirnducker. Spätere, im Jahr 2012 veröffentlichte und umfassendere genetische Studien bestätigten dieses Ergebnis. Demnach gehört der Harvey-Rotducker zu den ostafrikanischen Rotduckern und ist mit dem Natal-Rotducker am nächsten verwandt, was auch durch morphologische Vergleiche angenommen wurde. Die ostafrikanischen Rotducker splitteten sich im Übergang vom Pliozän zum Pleistozän vor rund 2,4 bis 1,2 Millionen Jahren auf, die Trennung des Harvey- vom Natal-Rotducker erfolgte erst im Mittelpleistozän vor rund 480.000 Jahren. Die genetischen Untersuchungen ergaben aber auch, dass Sylvicapra tief in die Gattung Cephalophus eingebettet war und die Schwesterform der Riesenducker darstellt. Aufgrund dessen musste Cephalophus als paraphyletisch angesehen werden. Zur Auflösung des Problems wurde angeregt, die Rotducker aus Cephalophus herauszulösen und, nach einem Vorschlag von Alexandre Hassanin aus dem Jahr 2012, unter dem Gattungsnamen Cephalophorus zu vereinigen. Dies wurde im Jahr 2022 von einem Arbeitsteam um Eva V. Bärmann umgesetzt.
Der Harvey-Rotducker wurde im Jahr 1893 von Oldfield Thomas mit der Bezeichnung Cephalolophus harveyi wissenschaftlich erstbeschrieben. Thomas verwendete dafür einen Schädel mit Haut, der vom Kilimandscharo stammt, der Berg gilt als Typusgebiet der Art, der Schädel als Holotyp. Das Tier war mehrere Jahre zuvor von einer Expeditionsgruppe um Frederick John Jackson am Kilimandscharo erlegt worden. Zusätzlich erwähnt Thomas in seiner Erstbeschreibung ein männliches Tier, das ebenfalls vom Kilimandscharo stammt und sich in der Sammlung von William Louis Abbott befindet. Abbott hielt sich etwa im gleichen Zeitraum am Kilimandscharo auf wie Jackson, im Jahr 1892 wurde das Individuum als Schwarzstirnducker angesprochen, was Thomas aber widerrief. Gleichzeitig schloss er noch ein Tier aus der Küstenregion um Malindi in Kenia mit in die Art ein, dessen Gesichtsbehaarung zu dem Zeitpunkt bereits verloren war und das er zuvor noch zum Natal-Rotducker verwiesen hatte. Der Artname harveyi verweist auf Robert Harvey, der als Mitglied von Jacksons Expeditionsgruppe das Holotyp-Exemplar geschossen hatte.
Während der Harvey-Rotducker noch in der ersten Hälfte des 20. Jahrhunderts als Unterart des Weyns-Duckers aus dem zentralen Afrika galt, wurde er später häufig als solche des Natal-Rotduckers angesehen, der eher im südlichen Afrika verbreitet ist. Bereits 1982 wies Jonathan Kingdon darauf hin, dass es bedeutende Unterschiede zwischen den beiden Formen gibt. Eine genetische Studie aus dem Jahr 2001 behielt den Unterartenstatus für den Harvey-Rotducker aufgrund eines nur geringen genetischen Unterschieds zum Natal-Rotducker bei. Dies wurde kurze Zeit später von Fenton P. D. Cotterill stark kritisiert. Dagegen erhob eine Revision der Hornträger aus dem Jahr 2011, erstellt von Colin Peter Groves und Peter Grubb, den Harvey-Rotducker unter Berücksichtigung der abweichenden Merkmale wieder auf Artebene. Die im Jahr 2012 publizierte genetische Studie behielt diesen Status bei, erkannte aber, dass der Harvey-Rotducker im Bezug auf den Natal-Rotducker paraphyletisch ist, was mit einer Hybridisierung der beiden Formen erklärt wurde. Letztendlich führt auch die IUCN den Harvey-Rotducker als eigenständige Art.
Teilweise wurden dem Harvey-Rotducker neben der Nominatform noch zwei weitere Unterarten zugeschrieben. Von Einar Lönnberg stammt dabei die Beschreibung von Cephalophus harveyi keniae, die er 1912 einführte. Sie bezog sich auf Tiere aus der Umgebung von Nairobi. Als charakteristisches Merkmal hob Lönnberg das Haarbüschel auf dem Scheitel hervor, das im Gegensatz zur Nominatform nicht schwarz, sondern eher mahagonifarben ist. Eine weitere Unterart wurde 1924 von Oscar De Beaux mit Cephalophus harveyi bottegoi benannt. Sie stammt aus dem heutigen Somalia (damals Italienisch-Somaliland). Beide Formen werden heute als Synonyme des Harvey-Rotduckers aufgefasst.

## Bedrohung und Schutz
Forstwirtschaft und Umwandlung von Wäldern in Ackerflächen minimieren das geeignete Habitat und damit den Bestand der Art. Zusätzlich ist der Harvey-Rotducker eine begehrte Jagdbeute, die häufig mit Fallen und Haushunden erlegt wird. Ende des 20. Jahrhunderts wurde der Gesamtbestand auf rund 20.000 Individuen geschätzt, was aber nach Meinung einiger Wissenschaftler die untere Grenze darstellt; neuere Zahlen liegen nicht vor. Im Verbreitungsgebiet gibt es einige Nationalparks und andere Naturschutzgebiete, etwa der Mount-Kenya-Nationalpark, der Kilimandscharo-Nationalpark, der Lake-Manyara-Nationalpark und der Bale-Mountains-Nationalpark. Die IUCN listet den Harvey-Rotducker aufgrund des recht großen Verbreitungsgebiets als „nicht gefährdet“ (Least Concern).

## Belege
1. ↑  Jose R. Castello: Bovids of the World. Princeton University Press, 2016, S. 1–664 (S. 258–259) ()
2. 1 2 3 4 5 6 7 8  Colin P. Groves und David M. Leslie Jr.: Family Bovidae (Hollow-horned Ruminants). In: Don E. Wilson und Russell A. Mittermeier (Hrsg.): Handbook of the Mammals of the World. Volume 2: Hooved Mammals. Lynx Edicions, Barcelona 2011, ISBN 978-84-96553-77-4, S. 772
3. 1 2 3 4 5 6 7 8 9 10  Jonathan Kingdon und Francesco Rovero: Cephalophus harveyi Harvey's Duiker. In: Jonathan Kingdon, David Happold, Michael Hoffmann, Thomas Butynski, Meredith Happold und Jan Kalina (Hrsg.): Mammals of Africa Volume VI. Pigs, Hippopotamuses, Chevrotain, Giraffes, Deer and Bovids. Bloomsbury, London, 2013, S. 261–264
4. 1 2  Colin Groves und Peter Grubb: Ungulate Taxonomy. Johns Hopkins University Press, 2011, S. 1–317 (S. 108–280)
5. 1 2  Oldfield Thomas: On a new Cephalolophus from Mount Kilima-njaro. Annals and Magazine of Natural History 6 (11), 1893, S. 48–49 ()
6. 1 2  Rajan Amin, Samuel A. Andanje, Bernard Ogwonka, Abdullahi H. Ali, Andrew E. Bowkett, Mohamed Omar und Tim Wacher: The northern coastal forests of Kenya are nationally and globally important for the conservation of Aders’duiker Cephalophus adersi and other antelope species. Biodiversity and Conservation 24, 2015, S. 641–658, doi:10.1007/s10531-014-0842-z
7. ↑  Francesco Rovero und Andrew S. Marshall: Camera trapping photographic rate as an index of density in forest ungulates. Journal of Applied Ecology 46, 2009, S. 1011–1017
8. ↑  Andrew E. Bowkett, Francesco Rovero und Andrew R. Marshall: The use of camera-trap data to model habitat use by antelope species in the Udzungwa Mountain forests, Tanzania. African Journal of Ecology 46, 2007, S. 479–487
9. 1 2 3  IUCN SSC Antelope Specialist Group: Cephalophus harveyi. The IUCN Red List of Threatened Species 2016. e.T4154A50184807 (); zuletzt abgerufen am 27. Januar 2023
10. ↑  Norbert J. Cordeiro, Nathalie Seddon, David R. Capper, Jonathan M. M. Ekstrom, Kim M. Howell, Isabel S. Isherwood, Charles A.M. Msuy, Jonas T. Mushi, Andrew W. Perkin, Robert G. Pople und William T. Stanley: Notes on the ecology and status of some forest mammals in four Eastern Arc Mountains, Tanzania. Journal of East African Natural History 94 (1), 2005, S. 175–189
11. 1 2 3  P. P.Hoppe, M. D. Gwynne und W. van Hoven: Nutrients, protozoa and volatile fatty acids in the rumen of Harvey's red duiker Cephalophus harveyi. South African Journal of Wildlife Research 11 (3), 1981, S. 110–111
12. ↑  Thure E. Cerling, John M. Harris und Benjamin H. Passey: Diets of East African Bovidae based on stable isotope analysis. Journal of Mammalogy 84 (2), 2003, S. 456–470
13. 1 2 3 4  Anne R Johnston und Nicola M Anthony: A multi-locus species phylogeny of African forest duikers in the subfamilyCephalophinae: evidence for a recent radiation in the Pleistocene. BMC Evolutionary Biology, 12, 2012, S. 120 ()
14. 1 2  Bettine Jansen van Vuuren und Terence J. Robinson: Retrieval of Four Adaptive Lineages in Duiker Antelope: Evidence from Mitochondrial DNA Sequences and Fluorescencein Situ Hybridization. Molecular Phylogenetics and Evolution 20 (3), 2001, S. 409–425
15. ↑  Alexandre Hassanin, Frédéric Delsuc, Anne Ropiquet, Catrin Hammer, Bettine Jansen van Vuuren, Conrad Matthee, Manuel Ruiz-Garcia, François Catzeflis, Veronika Areskoug, Trung Thanh Nguyen und Arnaud Couloux: Pattern and timing of diversification of Cetartiodactyla (Mammalia, Laurasiatheria), as revealed by a comprehensive analysis of mitochondrial genomes. Comptes Rendus Palevol 335, 2012, S. 32–50
16. ↑  Colin Groves: Current taxonomy and diversity of crown ruminants above the species level. Zitteliana B 32, 2014, S. 5–14, doi:10.5282/ubm/epub.22382
17. ↑  Eva V. Bärmann, Vera G. Fonseca, Kathrin Langen und Prince Kaleme: New insights into the taxonomy of duiker antelopes (Artiodactyla: Bovidae) from the eastern Democratic Republic of the Congo, with the formal description of a new genus. Mammalian Biology, 2022, doi:10.1007/s42991-022-00279-7
18. ↑  Frederick W. True: An annotated catalogue of the mammals collected by Dr. W. L. Abbott in the Kilima-njaro region, East Africa. Proceedings of the United States National Museum 15, 1892, S. 445–480 ()
19. 1 2  J. St. Leger: A key to the species and subspecies of the subgenus Cephalophus. Proceedings of the Zoological Society of London 1936, S. 209–228
20. ↑  Don E. Wilson und DeeAnn M. Reeder (Hrsg.): Mammal Species of the World. A taxonomic and geographic Reference. Johns Hopkins University Press, Baltimore MD, 2005, ISBN 0-8018-8221-4 ()
21. ↑  Fenton P. D. Cotterill: Species concepts and the real diversity of antelopes. In: A. Plowman (Hrsg.): Ecology and Conservation of Mini-antelope: Proceedings of an International Symposium on Duiker and Dwarf Antelope in Africa. Fürth. 2003, S. 59–118
22. ↑  Einar Lönnberg: Some new mammals from British East Africa. Annals and Magazine of Natural History 8 (9), 1912, S. 63–67 ()